# Nhà sách Khai Trí
Nhà sách Khai Trí là một cơ sở thương mại lớn bán sách ở Sài Gòn từ năm 1952 đến 1975. Tiệm sách này cũng đóng góp trong một số hoạt động văn hóa, đáng kể nhất là việc xuất bản Tập san Sử Địa với sự hợp tác của nhiều văn sĩ và chuyên gia của Viện Đại học Sài Gòn.

## Thành lập
Nhà sách Khai trí được thành lập năm 1952 do doanh nhân Nguyễn Hùng Trương khởi lập, tọa lạc ở số 62 trên Đại lộ Bonard, Sài Gòn. Con đường này sau năm 1954 đổi tên thành Đại lộ Lê Lợi.

## Hoạt động
Ngoài hoạt động chính là tiệm sách lớn, nhà sách Khai Trí còn sưu tầm nhiều sách báo ngoại ngữ cũng như các bản thảo bằng tiếng Việt của các soạn giả nổi tiếng như Nguyễn Hiến Lê, Nguyễn Ngu Í. Bắt đầu từ năm 1971, Khai Trí cũng bắt đầu ra sách riêng, chủ yếu là sách thiếu nhi. Điển hình là tuần báo Thiếu nhi do nhà văn Nhật Tiến chủ trương. Khai Trí cũng hỗ trợ một số cơ quan truyền thông khác như tờ báo Sống do Chu Tử chủ nhiệm. Nhà sách Khai Trí còn bảo trợ cho Tập san Sử Địa, một tập san nghiên cứu uy tín do giáo sư Nguyễn Nhã điều hành.
Sau khi Việt Nam Cộng hòa sụp đổ, năm 1976 dưới chính quyền mới của nước Cộng hòa Xã hội Chủ nghĩa Việt Nam trong đợt "cải tạo văn hóa", cơ sở Khai Trí bị truất hữu và tịch thu. Kho sách 60 tấn bị tiêu hủy. Chủ nhân Nguyễn Hùng Trương thì bị bắt trong chiến dịch Tháng Tư 1976 và đưa đi tù cải tạo vì tội "biệt kích văn nghệ". Hiệu sách Khai Trí đổi tên thành nhà sách Sài Gòn và Fahasa.
Năm 1991 Nguyễn Hùng Trương được xuất cảnh sang Hoa Kỳ đoàn tụ nhưng đến năm 1996 thì trở về Việt Nam sống. Ông cố xin lại một phần sở hữu từ trước năm 1975 nhưng không thành. Ông mất ngày 11 Tháng Ba năm 2005, thọ 80 tuổi.